# Terra per pau
Terra per pau és una de les principals propostes per a resoldre el conflicte araboisraelià mitjançant la qual l'Estat d'Israel cediria el control de la totalitat o part dels territoris que va conquistar el 1967 en la Guerra dels Sis Dies a canvi de pau amb el reconeixement per part del món àrab.

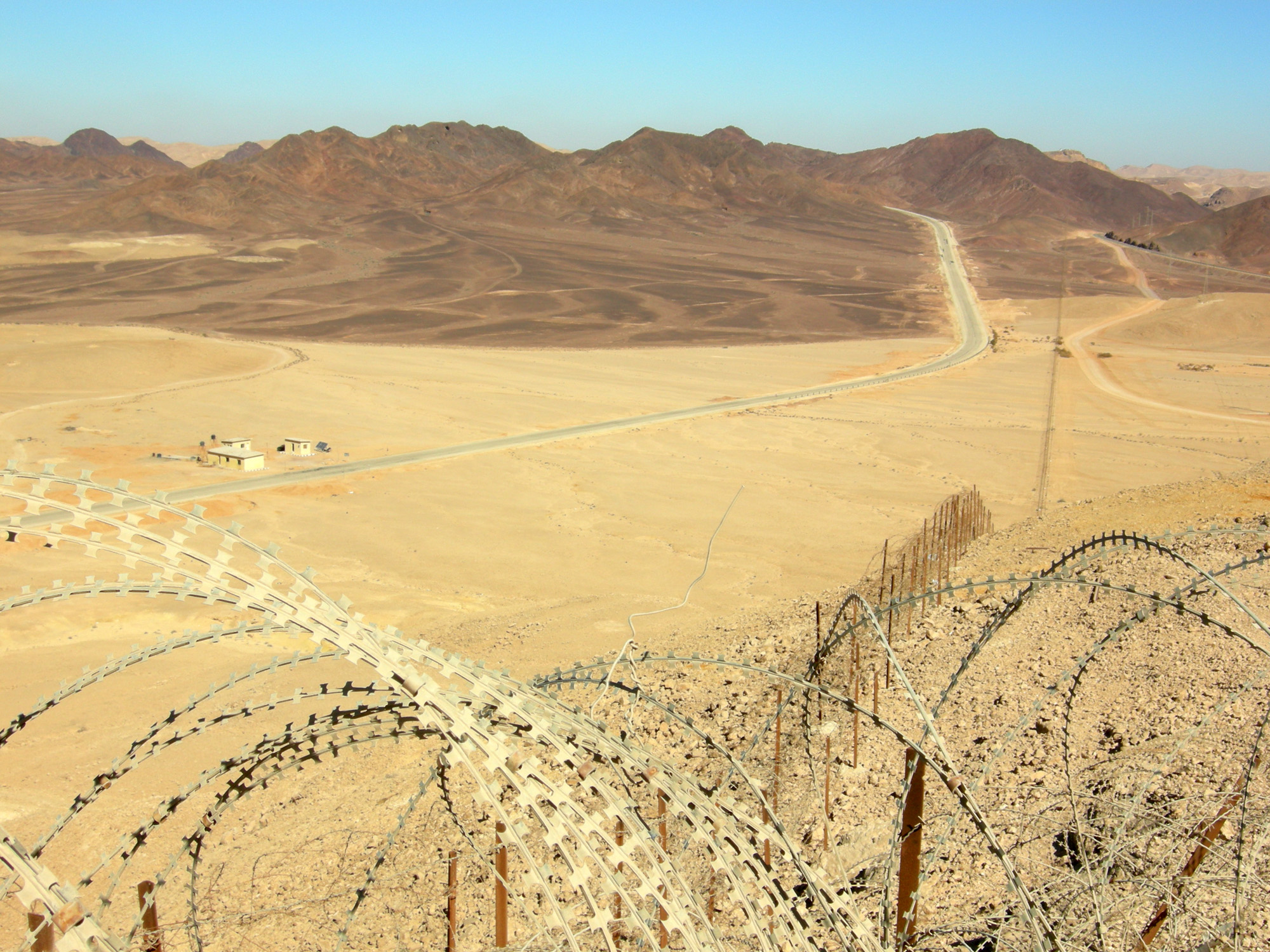
La frontera entre Egipte i Israel a Elat

La proposta va sorgir per primera vegada a la Resolució 242 del Consell de Seguretat de les Nacions Unides com a base del Tractat de pau entre Egipte i Israel el 1979, que va consistir en la retirada israeliana de la península del Sinaí a canvi d'assistència econòmica a banda i banda per part dels Estats Units d'Amèrica i un tractat de pau amb Egipte. La comunitat internacional dona suport des de llavors al mateix principi per a Cisjordània, la Franja de Gaza i els alts del Golan.

## Crítiques
El desallotjament forçós dels colons i les forces militars per part d'Israel de la Franja de Gaza el 2005 ha estat presentat com una prova de Terra per pau amb els palestins. L'Estat d'Israel sosté els arguments següents per a intentar demostrar que l'estratègia Terra per pau amb el poble palestí ha fracassat:
- Profanació de llocs religiosos jueus immediatament després de la retirada
- Llançament de coets contra objectius civils israelians[4]
- Els atacs des de la Franja de Gaza continuen fins avui
- Construcció de túnels sota la frontera amb Egipte per a utilitzar-los en el trànsit d'armes i combatents[5]
- Hamàs és el principal organitzador dels túnels de contraban